# Puente ferroviario de Maidenhead
El puente ferroviario de Maidenhead, también conocido como el viaducto de Maidenhead o el  Sounding Arch (literalmente, el "arco sonoro", por el pronunciado eco que se percibe bajo sus vanos), permite el cruce de la línea principal del  Great Western Railway (GWR) sobre el río Támesis entre Maidenhead, Berkshire y Taplow, Buckinghamshire, Inglaterra. Es una estructura formada por dos arcos altos y anchos de ladrillo rojo, en cuyos estribos cuenta con dos arcos más pequeños situados a ambos lados del cauce. Cruza el río en Maidenhead-Bray Reach, que se encuentra entre Boulter's Lock y Bray Lock, y el pilar central está situado casi en el extremo aguas abajo de una pequeña isla fluvial.
El puente fue diseñado por el destacado ingeniero civil y mecánico Isambard Kingdom Brunel, que por entonces trabajaba para la Compañía del Great Western Railway. Se completó en 1838, pero no se puso en uso hasta el 1 de julio de 1839. Mientras se construía, los innovadores arcos rebajados de la estructura generaron numerosas críticas y controversias en torno a su supuesta falta de estabilidad; y como resultado, el cimbrado de los arcos se dejó en su lugar hasta su destrucción durante una fuerte tormenta a finales de 1839, aunque los arcos se mantuvieron en pie sin problemas, reivindicando efectivamente el diseño de Brunel. Durante 1861 se instaló una vía de doble ancho a lo largo de la estructura, lo que posibilitó que tanto los servicios de vía ancha como los de vía estándar lo pudieran cruzar. A finales de la década de 1890, el puente se amplió a ambos lados para permitir que la estructura llevara una disposición de cuatro vías de ancho estándar, una tarea que fue supervisada por el ingeniero civil Sir John Fowler, quien otorgó una gran importancia a la preservación del diseño y de la apariencia originales puente.
Hoy en día, el puente de Maidenhead forma un cruce clave a lo largo de la sección este de la Línea Principal del Great Western, lo que permite que los trenes avancen hacia y desde la terminal de la línea, la estación de Paddington en Londres. Durante la década de 2010, las vías a lo largo de la estructura rebieron un sistema de catenaria para habilitar la circulación de trenes eléctricos. El puente de Maidenhead aparece en el cuadro Rain, Steam and Speed - The Great Western Railway, pintado por J. M. W. Turner durante 1844, y que está expuesto en la National Gallery de Londres. La pintura muestra el puente como la línea de meta de la regata Maidenhead, una competición de remo celebrada anualmente. El camino de sirga del Támesis pasa directamente bajo el arco de la derecha (mirando aguas arriba), que también se conoce como Sounding Arch (el arco sonoro) debido a su espectacular eco. Durante julio de 2012, el puente ferroviario de Maidenhead se clasificó como una estructura catalogada de Grado I a la luz de su importancia histórica. Hasta la actualidad, sus arcos de mampostería rebajados siguen siendo los de menor relación flecha/luz que jamás se hayan construido.

## Historia

### Contexto de la época

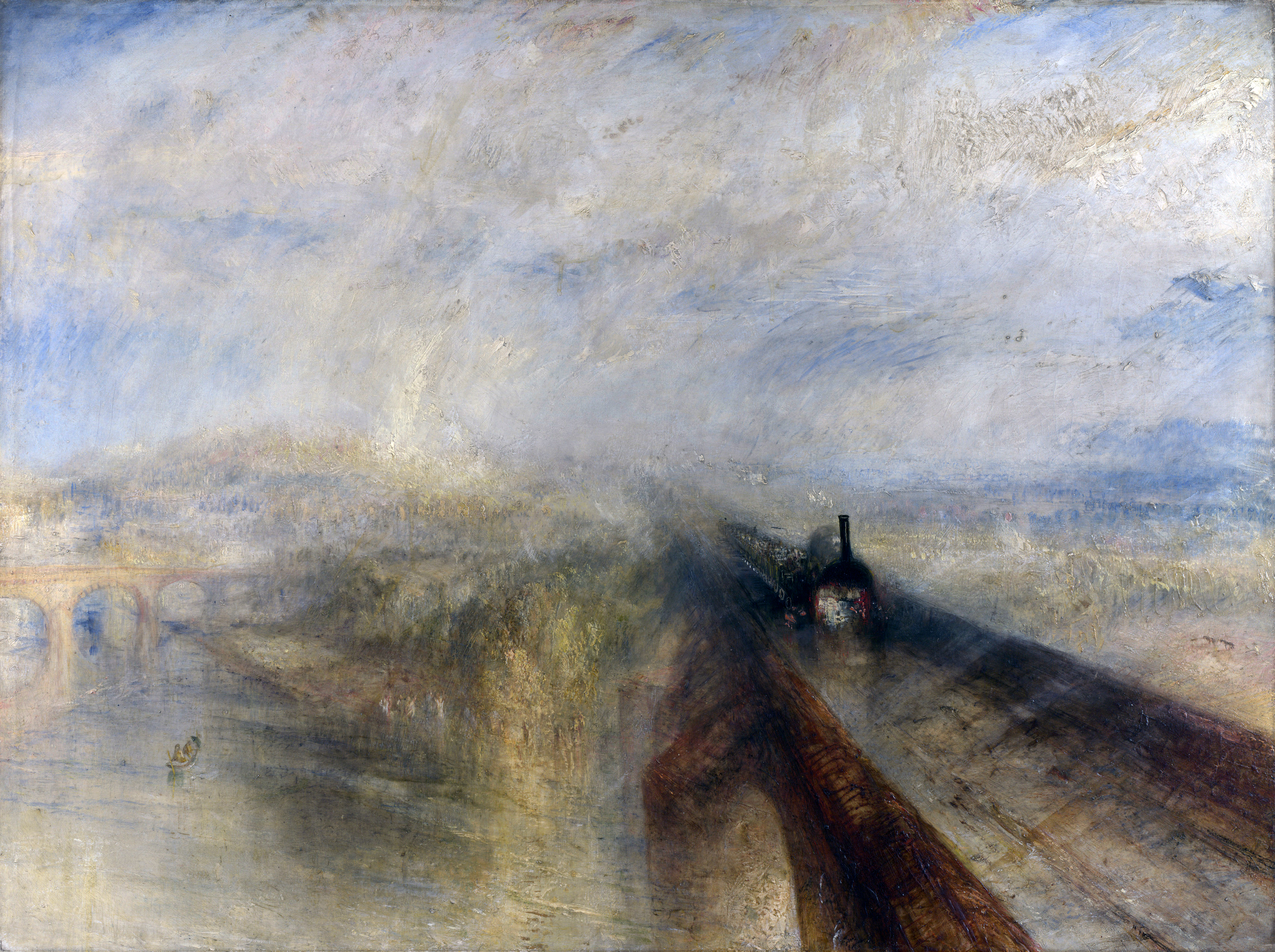
Puente ferroviario de Maidenhead, representado por J. M. W. Turner en el cuadro titulado Lluvia, vapor y velocidad. El gran ferrocarril del Oeste (1844)

Durante la década de 1830, el famoso ingeniero civil y mecánico Isambard Kingdom Brunel desarrolló un plan para construir un trazado ferroviario de 118 millas (189,9 km) que recorriese una alineación este-oeste entre las ciudades clave de Londres y Bristol. La línea, que se conocería como el Great Western Railway, prestaría una atención excepcional a mantener el terreno nivelado y pendientes suaves de no más de 1 por 1000 a lo largo de la mayor parte de la ruta. Un punto clave del futuro ferrocarril era el cruce sobre el río Támesis entre Maidenhead (Berkshire) y Taplow (Buckinghamshire). El propio Brunel se encargó del diseño de esta estructura.
La construcción de un puente sobre el Támesis en este lugar tuvo que prever la autorización necesaria para no obstaculizar indebidamente el transporte fluvial. Sin embargo, este requisito de espacio libre, combinado con el deseo de Brunel de mantener una suave pendiente de 1 en 1320 para las líneas de ferrocarril, planteó algunas complicaciones en el diseño del puente. Uno de los objetivos de Brunel era mantener la pendiente que se había establecido para toda la ruta, ya que pensaba que adoptar pendientes más elevadas afectaría negativamente tanto a la comodidad de los pasajeros como a las velocidades máximas de los trenes.
El primer diseño ideado por Brunel para el cruce del río había previsto la construcción de un viaducto de tres arcos, pero más adelante optó por descartar este planteamiento inicial en favor del diseño de dos arcos que se construyó posteriormente y que todavía está en uso. Según el escritor Paul Clements, el diseño seleccionado por Brunel se inspiró directamente en experimentos financiados por el propio Isambard, realizados anteriormente en 1832 por su padre, Marc Brunel, y empleó principios de cálculo en el diseño de los arcos semielípticos críticos del puente que sostenían la estructura. Al igual que en el diseño de los otros grandes puentes que se construyeron a lo largo de la línea, Brunel logró una reducción de las fuerzas que actúan a través del enladrillado mediante la adopción de huecos y muros longitudinales internos, que servían para aligerar la superestructura soportada por los arcos y para reducir el peso total del puente.
Tal como fue diseñado, el puente lleva el ferrocarril a través del río sobre una plataforma sostenida por un par de arcos elípticos de ladrillo que, en el momento de su construcción, eran los de mayor luz y menor flecha del mundo. Cada arco tiene una luz de 128 pies (39 metros), combinada con una elevación de solo 24 pies (7 metros). El rebaje de los arcos se consideró necesario para evitar que el puente se convirtiera en una "joroba" elevada, lo que habría ido en contra de la situación óptima para las primeras locomotoras de Brunel y de su criterio de maximizar la economía operativa mediante la construcción de líneas con pendientes planas o muy suaves. (localmente 1 en 1.320, que es menos del 0,1 por ciento), lo que a su vez se traducía en el beneficio de reducir los costos de funcionamiento de los trenes.

### Construcción

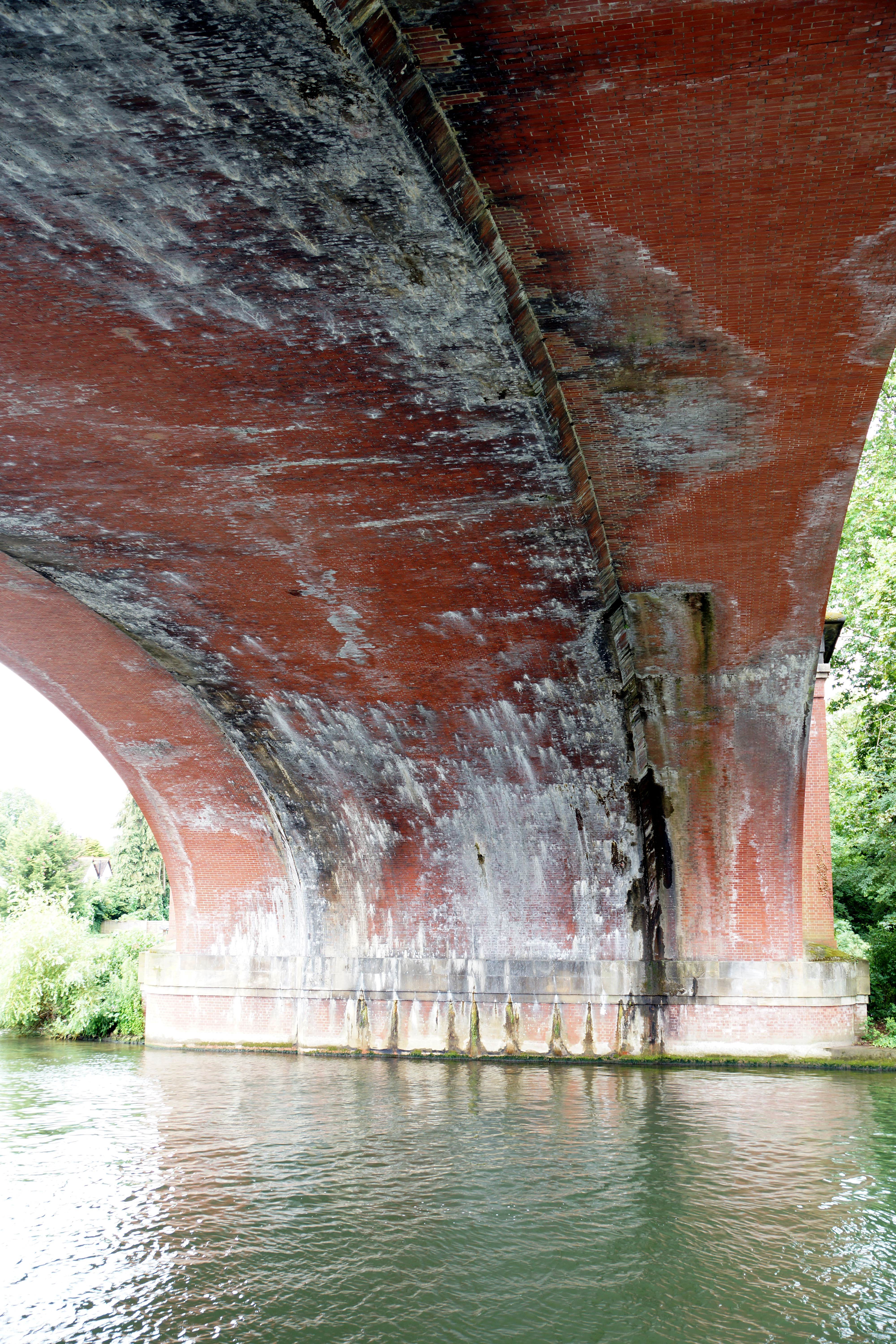
Vista del interior del 'Arco Sonoro' desde una orilla, donde se puede apreciar el chaflán que diferencia la sección central original de las ampliaciones laterales

El 31 de agosto de 1835, el Parlamento aprobó la Ley del Great Western Railway, que autorizó la construcción de la línea. Los trabajos para su construcción comenzaron durante el año siguiente. El ingeniero residente que supervisó la construcción del puente de Maidenhead fue John Wallis Hammond, mientras que William Chadwick fue designado como contratista para la construcción de la estructura.
Tal como se construyó originalmente, el puente de Maidenhead tenía una longitud de 235 metros y un ancho de 9,1 metros. Era visualmente simétrico con respecto al apoyo central en el río, que se cimentó en la parte superior de una pequeña isla existente ubicada aproximadamente en el punto medio del cauce. Los dos arcos principales tenían forma semielíptica, cada uno de 39 metros de luz, con una altura máxima muy reducida de tan solo 7,4 metros. Los viaductos de acceso presentaban cuatro arcos de medio punto para permitir el paso del agua durante los períodos de inundación. Los arcos cortos más cercanos a la orilla del río tienen una luz de 6,4 metros mientras que los seis arcos de los flancos tienen una luz de 8,5 metros cada uno. Los alzados eran idénticos y contaban con pilastras dóricas colocadas entre el río y los arcos de la orilla y parapetos con cornisas en todas partes, mientras que la cubierta estaba compuesta por una serie de losas de piedra. La mampostería, tanto en los alzados como bajo los arcos, se ejecutó en ladrillo tipo Londres.
Los innovadores arcos de poca altura sobre el Támesis se convirtieron en objeto de una controversia considerable con respecto a su estabilidad o supuesta falta de ella. Durante la construcción del puente, se aflojó la cimbra de madera utilizada para construir los arcos; y en el arco oriental se empezaron a asentar los tres anillos inferiores de fábrica de ladrillo, separándose del cuerpo del arco en un tramo de entre 7,6 y 9,1 metros. Los críticos estaban dispuestos a presentar este hecho como prueba de que el diseño de los arcos tenía fallos. Sin embargo, pronto se estableció que el problema había sido producto de que el mortero no se había endurecido por completo, mientras que también parecía de peor calidad en las enjutas que en la parte situada por debajo de los arcos. Durante julio de 1838, William Chadwick, el contratista, reconoció su responsabilidad por este problema.
El trabajo de reparación se llevó a cabo antes de que el cimbrado se liberara nuevamente en octubre de 1838. Pero finalmente se decidió dejarlo en su lugar durante el invierno. El escritor E. T. MacDermot afirmó que, cuando el puente se acercaba a su finalización, la propia junta del Great Western Railway tenía dudas de que los arcos fueran capaces de mantenerse en pie bajo el peso de los trenes que pasaban y emitió una orden a Brunel, indicándole que mantuviera en su lugar el encofrado de madera utilizado para construir los arcos. Sin embargo, Brunel decidió bajar un poco este encofrado para que no tuviera ningún efecto estructural, pero para que diera la apariencia de estar en su lugar y soportar el puente. Más adelante, el encofrado fue arrastrado durante una fuerte inundación, pero el puente permaneció en pie sin daño alguno. A la luz de esta casualidad, finalmente se aceptó la resistencia de los arcos y se reivindicó el diseño de Brunel.

### Vida operativa
Tal como se construyó e inauguró el 1 de julio de 1839, el puente soportaba sobre el Támesis un par de vías anchas de 7 pies 1/4 plg (2140 mm), de acuerdo con el diseño de la línea férrea Londres-Bristol ideado por Brunel. Durante las siguientes décadas, el tráfico hacia y desde Londres aumentó enormemente. Durante 1861, se llevaron a cabo trabajos para instalar vías de ancho mixto a lo largo de la ruta entre Londres y Bristol, lo que permitió que el tráfico de ancho estándar atravesara la estructura.
Anticipándose a la conversión final al ancho de vía estándar, que se llevó a cabo entre 1890 y 1892, el puente se ensanchó a cada lado para albergar cuatro vías de ancho estándar. Este trabajo se llevó a cabo bajo la supervisión del ingeniero civil Sir John Fowler, aumentando el ancho total de 30 pies (9,1 m) a 57 pies 3 pulgadas (17,4 m). La expansión se llevó a cabo de acuerdo con el estilo original de la estructura, lo que resultó en que la forma exterior del puente permaneciera casi inalterada, aunque los nuevos elementos se construyeron con ladrillo Cattybrook, de un color rojo más intenso. Los arcos preexistentes de ladrillo común de Londres también se recubrieron con ladrillo Cattybrook para garantizar la uniformidad del color, lo que provocó el distintivo cambio de sección achaflanado entre el arco original de Brunel y las adiciones de Fowler. Para evitar cualquier asentamiento diferencial entre las secciones viejas y las nuevas, las extensiones de los cimientos se perforaron a gran profundidad y se cubrieron con un entramado de madera, antes de rellenarlas con hormigón.
Durante 1950, la mitad occidental del puente recibió la calificación de Grado II*; en abril de 1985, la mitad oriental también recibió el mismo nivel de catalogación. Durante julio de 2012, la calificación del puente ferroviario de Maidenhead fue actualizada a la categoría de Grado I por el Departamento de Cultura, Medios y Deportes, tras una consulta con English Heritage.

### Modificaciones para el Crossrail

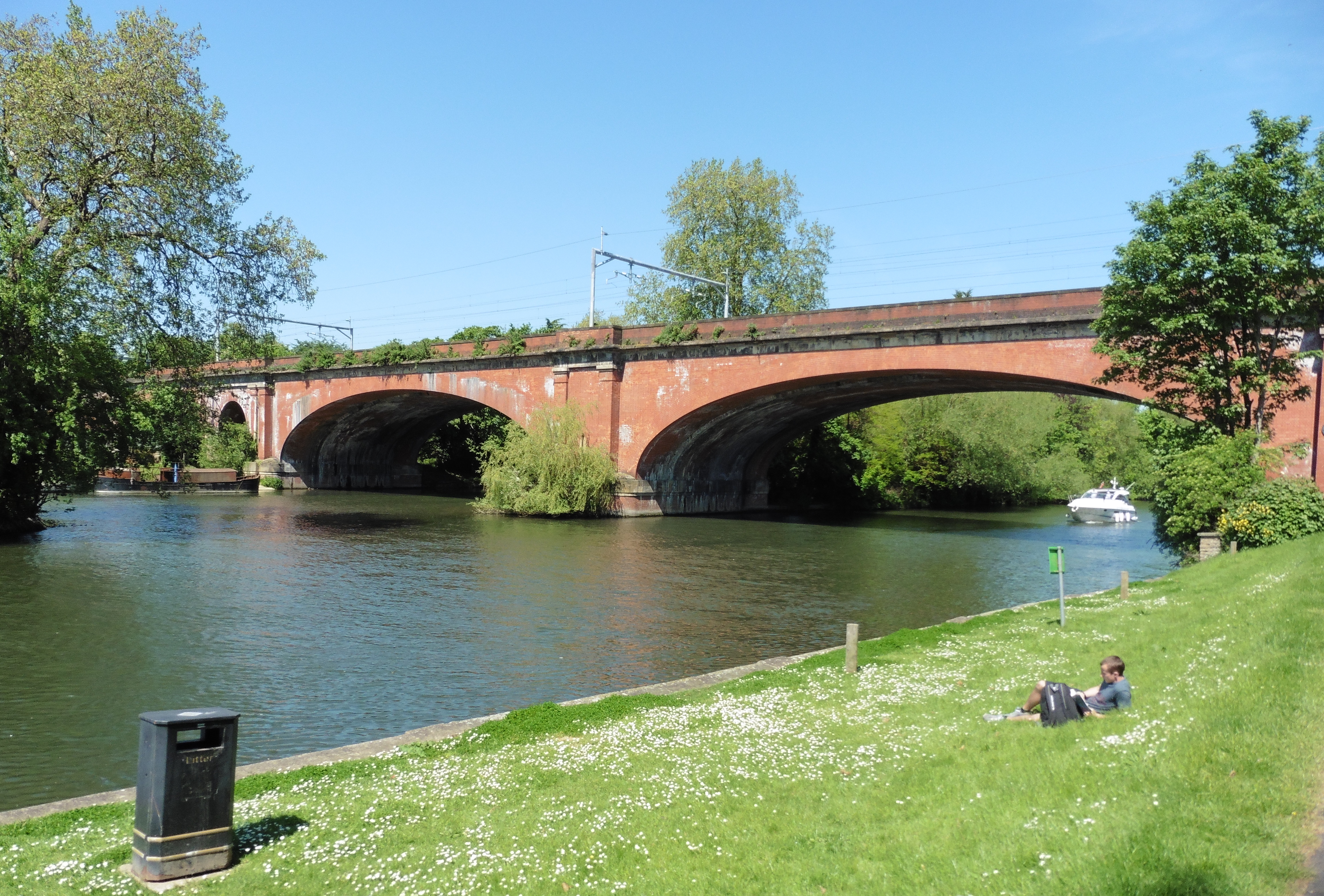
El puente después de que se añadieran los pórticos de electrificación

El desarrollo del Crossrail (la Línea Elizabeth) supuso la electrificación del tendido ferroviario, retrasada durante mucho tiempo en la línea del Great Western entre Paddington y Reading. En una etapa, para acomodar la actividad de construcción en el área, se planeó crear un parque de obra provisional inmediatamente adyacente al puente de Maidenhead, en Guards Club Park (en el lado de Berkshire del puente). Sin embargo, esta decisión se revirtió posteriormente y no se situó allí el mencionado parque de obra, aunque el puente en sí sufrió posteriormente algunas modificaciones para poder acomodar la instalación del tendido eléctrico aéreo. La Declaración ambiental del Crossrail establece que:
"El OHLE (tendido eléctrico aéreo) exige que los postes del tendido estén cimentados sobre la estructura del puente. Estos se colocarán de forma que no perturben su simetría. Se fijarán tres juegos de postes en los soportes del puente y otros dos juegos se fijarán en los extremos más alejados del puente. Los postes se instalarán de manera que puedan retirarse en el futuro sin dañar el puente tal como está hoy".
El informe también afirmaba que:
"Se propone que el OHLE (tendido eléctrico aéreo) sobre el puente ferroviario de Maidenhead use postes con cables suspendidos de ménsulas, estructuras visualmente más ligeras que los pórticos empleados en otras partes de la ruta. Sin embargo, los postes tendrán un impacto adverso significativo en el paisaje: afectarán a vistas importantes a lo largo del río y el carácter del corredor del río; afectarán el entorno del Área de Conservación aneja al río; y afectarán a la configuración del puente ferroviario catalogado y a la configuración del puente vial adyacente catalogado como de Grado I".
Como una forma de reducir el impacto visual de la electrificación en el área del puente histórico, se planteó la posibilidad de disponer la electrificación mediante el uso de un tercer carril de alimentación para este tramo de la línea; pero, tras un estudio de esta opción, la propuesta fue finalmente rechazada.